# Onthophagus baloghi
Onthophagus baloghi là một loài bọ cánh cứng trong họ Bọ hung (Scarabaeidae).